# Fenice (figlio di Amintore)
Fenice (in greco antico: Φοῖνιξ?) è un personaggio della mitologia greca, figlio di Amintore, fu re dei Dolopi e tutore di Achille.

## Mitologia
La prima versione del mito di questo personaggio si trova nel libro IX dell'Iliade: per assecondare la madre, gelosa di una concubina di Amintore, il giovane Fenice ebbe rapporti amorosi con l'amante del padre. L'ira di Amintore, che lo maledisse con la cecità, lo costrinse a vagare finché giunse alla corte di Peleo re di Ftia, che lo fece curare da Chirone e gli offrì il regno sulla Dolopia.
Lo stesso Peleo gli affidò l'educazione del piccolo Achille, con il quale in seguitò partecipa alla Guerra di Troia; dove tenta invano, con Aiace Telamonio ed Odisseo, di convincere l'eroe a tornare in combattimento.
Dopo la conclusione del conflitto si appresta a tornare in Dolopia con Neottolemo, figlio di Achille, ma muore durante il viaggio e viene onorato dal giovane con solenni funerali.